# A Lois és Clark: Superman legújabb kalandjai epizódjainak listája
Ez a cikk a Lois és Clark: Superman legújabb kalandjai című sorozat epizódjait listázza.

## Évados áttekintés
| Évad | Évad | Epizódok | Eredeti sugárzás     | Eredeti sugárzás | Eredeti adó |
| Évad | Évad | Epizódok | Évadpremier          | Évadfinálé       | Eredeti adó |
| ---- | ---- | -------- | -------------------- | ---------------- | ----------- |
|      | 1    | 22       | 1993. szeptember 22. | 1994. május 8.   | ABC         |
|      | 2    | 22       | 1994. szeptember 18. | 1995. május 21.  | ABC         |
|      | 3    | 22       | 1995. szeptember 17. | 1996. május 12.  | ABC         |
|      | 4    | 22       | 1996. szeptember 22. | 1997. június 14. | ABC         |

## 1. évad (1993-1994)
| Sor. | Év. | Cím                                                      | Rendező               | Író                                 | Premier                                  | Nézettség    |
| ---- | --- | -------------------------------------------------------- | --------------------- | ----------------------------------- | ---------------------------------------- | ------------ |
| 1.   | 1.  | Bevezető 1. rész (Pilot Part 1)                          | Robert Butler         | Deborah Joy LeVine                  | 1993. szeptember 22. 1999. augusztus 11. | 18,30 millió |
| 2.   | 2.  | Bevezető 2. rész (Pilot Part 2)                          | Robert Butler         | Deborah Joy LeVine                  | 1993. szeptember 22. 1999. augusztus 12. | 18,30 millió |
| 3.   | 3.  | Különös látogató (Strange Visitor (From Another Planet)) | Randall Zisk          | Bryce Zabel                         | 1993. szeptember 26. 1999. augusztus 13. | 16,30 millió |
| 4.   | 4.  | Az örök ellenfél (Neverending Battle)                    | Gene Reynolds         | Daniel Levine                       | 1993. október 3. 1999. augusztus 16.     | 16,40 millió |
| 5.   | 5.  | Átlátok rajtad (I'm Looking Through You)                 | Mark Sobel            | Deborah Joy LeVine                  | 1993. október 10. 1999. augusztus 17.    | 19,30 millió |
| 6.   | 6.  | Rekviem egy szuperhősért (Requiem for a Super Hero)      | Randall Zisk          | Robert Killbrew                     | 1993. október 17. 1999. augusztus 18.    | 19,00 millió |
| 7.   | 7.  | Beléd estem, bébi! (I've Got a Crush on You)             | Gene Reynolds         | Thania St. John                     | 1993. október 24. 1999. augusztus 19.    | 17,40 millió |
| 8.   | 8.  | Okos kölykök (Smart Kids)                                | Robert Singer         | Daniel Levine                       | 1993. október 31. 1999. augusztus 23.    | 17,60 millió |
| 9.   | 9.  | Egy kis hazai (The Green, Green Glow of Home)            | Les Landau            | Bryce Zabel                         | 1993. november 14. 1999. augusztus 24.   | 15,20 millió |
| 10.  | 10. | Acélember rács mögött (The Man of Steel Bars)            | Robert Butler         | Paris Qualles                       | 1993. november 21. 1999. augusztus 25.   | 18,60 millió |
| 11.  | 11. | Feromon, drága szerelmem (Pheromone, My Lovely)          | Bill D'Elia           | Deborah Joy LeVine                  | 1993. november 28. 1999. augusztus 26.   | 20,00 millió |
| 12.  | 12. | Nászút Metropolisban (Honeymoon in Metropolis)           | James A. Contner      | Daniel Levine                       | 1993. december 12. 1999. augusztus 27.   | 16,90 millió |
| 13.  | 13. | A nagy megrázkódtatás (All Shook Up)                     | Felix Enriquez Alcala | Bryce Zabel és Jackson Gillis       | 1994. január 2. 1999. augusztus 30.      | 18,90 millió |
| 14.  | 14. | A szemtanú (Witness)                                     | Mel Damski            | Bradley Moore                       | 1994. január 9. 1999. augusztus 31.      | 19,10 millió |
| 15.  | 15. | Nagy ábránd (Illusions of Grandeur)                      | Michael W. Watkins    | Thania St. John                     | 1994. január 23. 1999. szeptember 1.     | 22,30 millió |
| 16.  | 16. | Metropolis idusa (The Ides of Metropolis)                | Philip Sgriccia       | Deborah Joy LeVine                  | 1994. február 6. 1999. szeptember 2.     | 17,70 millió |
| 17.  | 17. | Emlékezés Kriptonra (The Foundling)                      | Bill D'Elia           | Daniel Levine                       | 1994. február 20. 1999. szeptember 3.    | 14,20 millió |
| 18.  | 18. | A vetélytárs (The Rival)                                 | Michael W. Watkins    | Tony Blake és Paul Jackson          | 1994. február 27. 1999. szeptember 6.    | 19,80 millió |
| 19.  | 19. | A hasonmás (Vatman)                                      | Randall Zisk          | Deborah Joy LeVine                  | 1994. március 13. 1999. szeptember 7.    | 19,70 millió |
| 20.  | 20. | Drágán add a röptödet (Fly Hard)                         | Philip Sgriccia       | Thania St. John                     | 1994. március 27. 1999. szeptember 8.    | 17,00 millió |
| 21.  | 21. | Barbárok a szerkesztőségben (Barbarians at the Planet)   | James Bagdonas        | Daniel Levine és Deborah Joy LeVine | 1994. május 1. 1999. szeptember 9.       | 13,80 millió |
| 22.  | 22. | Luthor háza (The House of Luthor)                        | Alan J. Levi          | Daniel Levine                       | 1994. május 8. 1999. szeptember 10.      | 17,00 millió |

## 2. évad (1994-1995)
| Sor. | Év. | Cím                                        | Rendező                | Író                                                                     | Premier                                   | Nézettség    |
| ---- | --- | ------------------------------------------ | ---------------------- | ----------------------------------------------------------------------- | ----------------------------------------- | ------------ |
| 23.  | 1.  | Madame Ex (Madame Ex)                      | Randall Zisk           | Tony Blake és Paul Jackson                                              | 1994. szeptember 18. 1999. szeptember 13. | 16,10 millió |
| 24.  | 2.  | Hangból falat (Wall of Sound)              | Alan J. Levi           | John McNamara                                                           | 1994. szeptember 25. 1999. szeptember 14. | 16,80 millió |
| 25.  | 3.  | A forrás (The Source)                      | John T. Kretchmer      | Tony Blake és Paul Jackson                                              | 1994. október 2. 1999. szeptember 15.     | 17,10 millió |
| 26.  | 4.  | A mókamester (The Prankster)               | James Hayman           | Grant Rosenberg                                                         | 1994. október 9. 1999. szeptember 16.     | 16,10 millió |
| 27.  | 5.  | Metropolisz egyház (Church of Metropolis)  | Robert Singer          | John McNamara                                                           | 1994. október 23. 1999. szeptember 17.    | 18,20 millió |
| 28.  | 6.  | Akció (Operation Blackout)                 | Michael W. Watkins     | Kate Boutilier                                                          | 1994. október 30. 1999. szeptember 20.    | 15,60 millió |
| 29.  | 7.  | Régi jó cimborák (That Old Gang of Mine)   | Lorraine Senna Ferrara | Gene Miller és Karen Kavnar                                             | 1994. november 13. 1999. szeptember 21.   | 19,80 millió |
| 30.  | 8.  | Mennydörgős mennykő (A Bolt From the Blue) | Philip Sgriccia        | Kathy McCormick                                                         | 1994. november 20. 1999. szeptember 22.   | 20,30 millió |
| 31.  | 9.  | Ünnepi üdvözlet (Season's Greedings)       | Randall Zisk           | Dean Cain                                                               | 1994. december 4. 1999. szeptember 23.    | 19,00 millió |
| 32.  | 10. | Metallo (Metallo)                          | James Bagdonas         | Történet: Jim Crocker Tévéjáték: Tony Blake és Paul Jackson             | 1995. január 1. 1999. szeptember 24.      | 17,40 millió |
| 33.  | 11. | A Chi mestere (Chi of Steel)               | James Hayman           | Hilary J. Bader                                                         | 1995. január 8. 1999. szeptember 27.      | 20,00 millió |
| 34.  | 12. | Első látásra (The Eyes Have It)            | Bill D'Elia            | Történet: Kathy McCormick és Grant Rosenberg Tévéjáték: Kathy McCormick | 1995. január 22. 1999. szeptember 28.     | 16,70 millió |
| 35.  | 13. | Már megint a mókamester (The Phoenix)      | Philip Sgriccia        | Tony Blake és Paul Jackson                                              | 1995. február 12. 1999. szeptember 29.    | 20,00 millió |
| 36.  | 14. | A másolat (Top Copy)                       | Randall Zisk           | John McNamara                                                           | 1995. február 19. 1999. szeptember 30.    | 19,70 millió |
| 37.  | 15. | Luthor visszatér (Return of the Prankster) | Philip Sgriccia        | Grant Rosenberg                                                         | 1995. február 26. 1999. október 1.        | 18,90 millió |
| 38.  | 16. | Lucky Leon (Lucky Leon)                    | Jim Pohl               | Chris Ruppenthal                                                        | 1995. március 12. 1999. október 4.        | 21,00 millió |
| 39.  | 17. | Feltámadás (Resurrection)                  | Joseph Scanlan         | Gene Miller és Karen Kavner                                             | 1995. március 19. 1999. október 5.        | 17,80 millió |
| 40.  | 18. | Időszökevény (Tempus Fugitive)             | James Bagdonas         | Jack Weinstein és Lee Hudson                                            | 1995. március 26. 1999. október 6.        | 21,30 millió |
| 41.  | 19. | Jimmy Olsen (Target: Jimmy Olsen!)         | David Jackson          | Tony Blake és Paul Jackson                                              | 1995. április 2. 1999. október 7.         | 18,40 millió |
| 42.  | 20. | Egyedül elmegy (Individual Responsibility) | Alan J. Levi           | Chris Ruppenthal                                                        | 1995. április 9. 1999. október 8.         | 15,70 millió |
| 43.  | 21. | Sírj csak sírj (Whine, Whine, Whine)       | Michael W. Watkins     | Kathy McCormick és John McNamara                                        | 1995. május 14. 1999. október 11.         | 17,10 millió |
| 44.  | 22. | A választ, testvér! (And the Answer Is...) | Alan J. Levi           | Tony Blake és Paul Jackson                                              | 1995. május 21. 1999. október 12.         | 20,00 millió |

## 3. évad (1995-1996)
| Sor. | Év. | Cím                                                       | Rendező            | Író                                 | Premier                                | Nézettség    |
| ---- | --- | --------------------------------------------------------- | ------------------ | ----------------------------------- | -------------------------------------- | ------------ |
| 45.  | 1.  | Van mit átbeszélni (We Have a Lot to Talk About)          | Philip Sgriccia    | John McNamara                       | 1995. szeptember 17. 1999. október 13. | 20,80 millió |
| 46.  | 2.  | Teljesen hétköznapi emberek (Ordinary People)             | Michael W. Watkins | Eugenie Ross-Leming és Brad Buckner | 1995. szeptember 24. 1999. október 14. | 19,60 millió |
| 47.  | 3.  | Találkozás (Contact)                                      | Daniel Attias      | Chris Ruppenthal                    | 1995. október 1. 1999. október 15.     | 18,70 millió |
| 48.  | 4.  | Az a gyilkos ír tekintet (When Irish Eyes Are Killing)    | Winrich Kolbe      | Grant Rosenberg                     | 1995. október 15. 1999. október 18.    | 19,70 millió |
| 49.  | 5.  | Jelszó: Noé (Just Say Noah)                               | David Jackson      | Brad Buckner és Eugenie Ross-Leming | 1995. október 22. 1999. október 19.    | 18,40 millió |
| 50.  | 6.  | Ereszd el a palástomat (Don't Tug on Superman's Cape)     | Steven Dubin       | David Simkins                       | 1995. november 5. 1999. október 20.    | 18,30 millió |
| 51.  | 7.  | Ultra Lady (Ultra Woman)                                  | Mike Vejar         | Gene F. O'Neill és Noreen Tobin     | 1995. november 12. 1999. október 21.   | 22,30 millió |
| 52.  | 8.  | Superman félrelépése (Chip Off the Old Clark)             | Michael W. Watkins | Michael Jamin és Sivert Glarum      | 1995. november 19. 1999. október 22.   | 21,10 millió |
| 53.  | 9.  | Super Mann (Super Mann)                                   | James Bagdonas     | Chris Ruppenthal                    | 1995. november 26. 1999. október 25.   | 18,90 millió |
| 54.  | 10. | Virtuális pusztulás (Virtually Destroyed)                 | Jim Charleston     | Dean Cain és Sean Brennan           | 1995. december 10. 1999. október 26.   | 18,90 millió |
| 55.  | 11. | Karácsonyi traumák (Home Is Where the Hurt Is)            | Geoffrey Nottage   | Eugenie Ross-Leming és Brad Buckner | 1995. december 17. 1999. október 27.   | 17,00 millió |
| 56.  | 12. | Sose repülj a varázslókkal (Never on Sunday)              | Michael Lange      | Grant Rosenberg                     | 1996. január 7. 1999. október 28.      | 19,70 millió |
| 57.  | 13. | Régen látott kém apám (The Dad Who Came In From the Cold) | Alan J. Levi       | David Simkins                       | 1996. január 14. 1999. október 29.     | 18,60 millió |
| 58.  | 14. | Pillanatnyi időzavar (Tempus, Anyone?)                    | Winrich Kolbe      | John McNamara                       | 1996. január 21. 1999. november 1.     | 17,30 millió |
| 59.  | 15. | Ásó kapa nagyharang (I Now Pronounce You...)              | Jim Pohl           | Chris Ruppenthal                    | 1996. február 11. 1999. november 2.    | 21,20 millió |
| 60.  | 16. | Kettőzött veszély (Double Jeopardy)                       | Chris Long         | Eugenie Ross-Leming és Brad Buckner | 1996. február 18. 1999. november 3.    | 19,80 millió |
| 61.  | 17. | Enyém leszel testestől lelkestől (Seconds)                | Alan J. Levi       | Corey Miller                        | 1996. február 25. 1999. november 4.    | 19,80 millió |
| 62.  | 18. | Kék nefelejcs el ne felejts (Forget Me Not)               | James Bagdonas     | Grant Rosenberg                     | 1996. március 10. 1999. november 5.    | 18,50 millió |
| 63.  | 19. | Mindenféle komplexusok (Oedipus Wrecks)                   | Kenn Fuller        | David Simkins                       | 1996. március 24. 1999. november 8.    | 16,90 millió |
| 64.  | 20. | Végül is kicsi a világ (It's a Small World After All)     | Philip Sgriccia    | Pat Hazell és Teri Hatcher          | 1996. április 28. 1999. november 9.    | 15,40 millió |
| 65.  | 21. | Különös idegenek (Through a Glass, Darkly)                | Chris Long         | Chris Ruppenthal                    | 1996. május 5. 1999. november 10.      | 16,10 millió |
| 66.  | 22. | Ne várj haza, többé nem megyek (Big Girls Don't Fly)      | Philip Sgriccia    | Eugenie Ross-Leming és Brad Buckner | 1996. május 12. 1999. november 11.     | 14,80 millió |

## 4. évad (1996-1997)
| Sor. | Év. | Cím                                                                          | Rendező             | Író                                 | Premier                              | Nézettség    |
| ---- | --- | ---------------------------------------------------------------------------- | ------------------- | ----------------------------------- | ------------------------------------ | ------------ |
| 67.  | 1.  | A visszatérés (Lord of the Flys)                                             | Philip Sgriccia     | Eugenie Ross-Leming és Brad Buckner | 1996. szeptember 22. 2005. január 8. | 12,20 millió |
| 68.  | 2.  | A földi hadszíntér (Battleground Earth)                                      | Philip Sgriccia     | Brad Buckner és Eugenie Ross-Leming | 1996. szeptember 29. 2005. január 8. | 13,50 millió |
| 69.  | 3.  | Becsszóra, ezúttal nem viccelünk (Swear to God, This Time We're Not Kidding) | Michael Lange       | John McNamara                       | 1996. október 6. 2005. január 15.    | 14,90 millió |
| 70.  | 4.  | Iker lelkek (Soul Mates)                                                     | Richard Friedman    | Brad Kern                           | 1996. október 13. 2005. január 15.   | 12,70 millió |
| 71.  | 5.  | Az ifjúság tovaszáll (Brutal Youth)                                          | David Grossman      | Tim Minear                          | 1996. október 20. 2005. január 22.   | 12,70 millió |
| 72.  | 6.  | A vádlott Lois Lane (The People vs. Lois Lane)                               | Robert Ginty        | Grant Rosenberg                     | 1996. október 27. 2005. január 22.   | 11,10 millió |
| 73.  | 7.  | Téves ítélet (Dead Lois Walking)                                             | Chris Long          | Brad Buckner és Eugenie Ross-Leming | 1996. november 10. 2005. január 29.  | 12,20 millió |
| 74.  | 8.  | Édes négyes (Bob and Carol and Lois and Clark)                               | Oz Scott            | Brian Nelson                        | 1996. november 17. 2005. január 29.  | 12,10 millió |
| 75.  | 9.  | Szellemek (Ghosts)                                                           | Robert Ginty        | Michael Gleason                     | 1996. november 24. 2005. február 5.  | 12,60 millió |
| 76.  | 10. | Családi perpatvar (Stop the Presses)                                         | Peter Ellis         | Brad Kern                           | 1996. december 8. 2005. február 5.   | 12,20 millió |
| 77.  | 11. | Karácsonyi lidérc (Twas the Night Before Mxymas)                             | Mike Vejar          | Tim Minear                          | 1996. december 15. 2005. február 12. | 11,10 millió |
| 78.  | 12. | Halálos fegyver (Lethal Weapon)                                              | Jim Charleston      | Grant Rosenberg                     | 1997. január 5. 2005. február 12.    | 8,87 millió  |
| 79.  | 13. | Szex, hazugság, videó (Sex, Lies and Videotape)                              | Philip Sgriccia     | Andrew Dettman és Daniel Truly      | 1997. január 19. 2005. február 19.   | 9,91 millió  |
| 80.  | 14. | Az ismeretlen (Meet John Doe)                                                | Jim Pohl            | Tim Minear                          | 1997. március 2. 2005. február 19.   | 7,97 millió  |
| 81.  | 15. | Az alteregó (Lois and Clarks)                                                | Chris Long          | Eugenie Ross-Leming és Brad Buckner | 1997. március 9. 2005. február 26.   | 8,48 millió  |
| 82.  | 16. | Más tollával ne ékeskedj (...aka Superman)                                   | Robert Ginty        | Jeff Vlaming                        | 1997. március 16. 2005. február 26.  | 8,32 millió  |
| 83.  | 17. | Két dudás egy csárdában (Faster than a Speeding Vixen)                       | Neal Ahern          | Brad Kern                           | 1997. április 12. 2005. március 5.   | 5,88 millió  |
| 84.  | 18. | A gyanú (Shadow of a Doubt)                                                  | Philip Sgriccia     | Grant Rosenberg                     | 1997. április 19. 2005. március 12.  | 6,16 millió  |
| 85.  | 19. | Hangok a múltból (Voice from the Past)                                       | David Grossman      | John McNamara                       | 1997. április 26. 2007. május 26.    | 6,35 millió  |
| 86.  | 20. | Nem férek a bőrömbe (I've Got You Under My Skin)                             | Eugenie Ross-Leming | Tim Minear                          | 1997. május 31. 2007. június 2.      | 4,82 millió  |
| 87.  | 21. | Játékterror (Toy Story)                                                      | Jim Pohl            | Brad Kern                           | 1997. június 7.                      | 4,41 millió  |
| 88.  | 22. | Családi fogadóóra (The Family Hour)                                          | Robert Ginty        | Brad Buckner és Eugenie Ross-Leming | 1997. június 14.                     | 4,88 millió  |